# Sinagoga della Rosa d'Oro (Dnipro)
La sinagoga della Rosa d'Oro (in ucraino Дніпровська Хоральна Синагога «Золота Роза»?; Дніпровська Хоральна Синагога «Золота Троянда») è il principale edificio di culto ebraico della città ucraina di Dnipro.

## Storia
Fu costruita nel 1868, quando la città di Ekaterinoslav ospitava una delle più grandi comunità ebraiche in quello che oggi è il territorio ucraino.
Nel 1929 le autorità sovietiche fecero chiudere il tempio e lo trasformarono in un circolo operaio. Successivamente venne adibito a centro culturale e poi a magazzino. Nel corso dei decenni la struttura originale venne radicalmente modificata con una serie di interventi.
Nel 1996 la sinagoga fu restituita alla locale comunità ebraica. Tre anni dopo iniziarono i lavori di restauro della struttura. La sinagoga fu riaperta al culto nel settembre 2000. Nel 2012 è stato inaugurato alle sue spalle il Centro Menorah, uno dei più grandi centri multifunzionali ebraici del mondo.